# Любезнов Іван Олександрович
Любезнов Іван Олександрович (2 травня 1909, Астрахань, Російська імперія — 5 березня 1988, Москва, РРФСР) — російський актор. Народний артист СРСР (1970). Лауреат Державної премії СРСР (1946).
Закінчив Державний інститут театрального мистецтва (1931) в Москві. Працював у Московському театрі сатири, потім — у Малому театрі.

## Фільмографія
- «Доброго ранку» (1955, Бобильов, заступник начальника будівництва)

Знявся в українських кінокартинах:
- «Багата наречена» (1938, рахівник Ковінько)
- «Дочка моряка» (1942, Сєнін)
- «Як посварились Іван Іванович з Іваном Никифоровичем» (1959)